# Yucuyá
Yucuyá är en ort i Mexiko.   Den ligger i kommunen Santiago Ixtayutla och delstaten Oaxaca, i den sydöstra delen av landet, 400 km sydost om huvudstaden Mexico City. Yucuyá ligger 538 meter över havet och antalet invånare är 404.
Terrängen runt Yucuyá är kuperad västerut, men österut är den bergig. Yucuyá ligger nere i en dal. Runt Yucuyá är det ganska glesbefolkat, med 43 invånare per kvadratkilometer. Närmaste större samhälle är Llano Nuevo, 10,6 km öster om Yucuyá. I omgivningarna runt Yucuyá växer huvudsakligen savannskog.